# Eutelsat
Das börsennotierte französische Unternehmen Eutelsat (European Telecommunications Satellite Organization) ist der drittgrößte Satellitenbetreiber der Welt.

## Geschichte
Eutelsat wurde 1982 als übernationale Organisation durch eine Regierungsvereinbarung zwischen 26 europäischen Staaten als Vermarkter der ESA-Kommunikationssatelliten gegründet und vom deutschen Bundestag 1984 ratifiziert. Der 1977 gegründete Vorläufer hieß Interim Eutelsat. Mittlerweile beauftragt und betreibt Eutelsat eigene Satelliten. Der Firmensitz von Eutelsat befindet sich in Paris. Das spanische Unternehmen Abertis hält 8,4 % der Anteile an Eutelsat, die französische CDC Infrastructure of France (eine Tochter von Caisse des Depots et Consignations) 26,15 % und die China Investment Corporation (CIC) 7 %. Die restlichen 58,45 % befinden sich in Streubesitz und werden an der Euronext gehandelt. Die ersten Satelliten von Eutelsat waren die ECS-Satelliten, die nach erfolgreichem Start in „Eutelsat I“ umbenannt wurden.

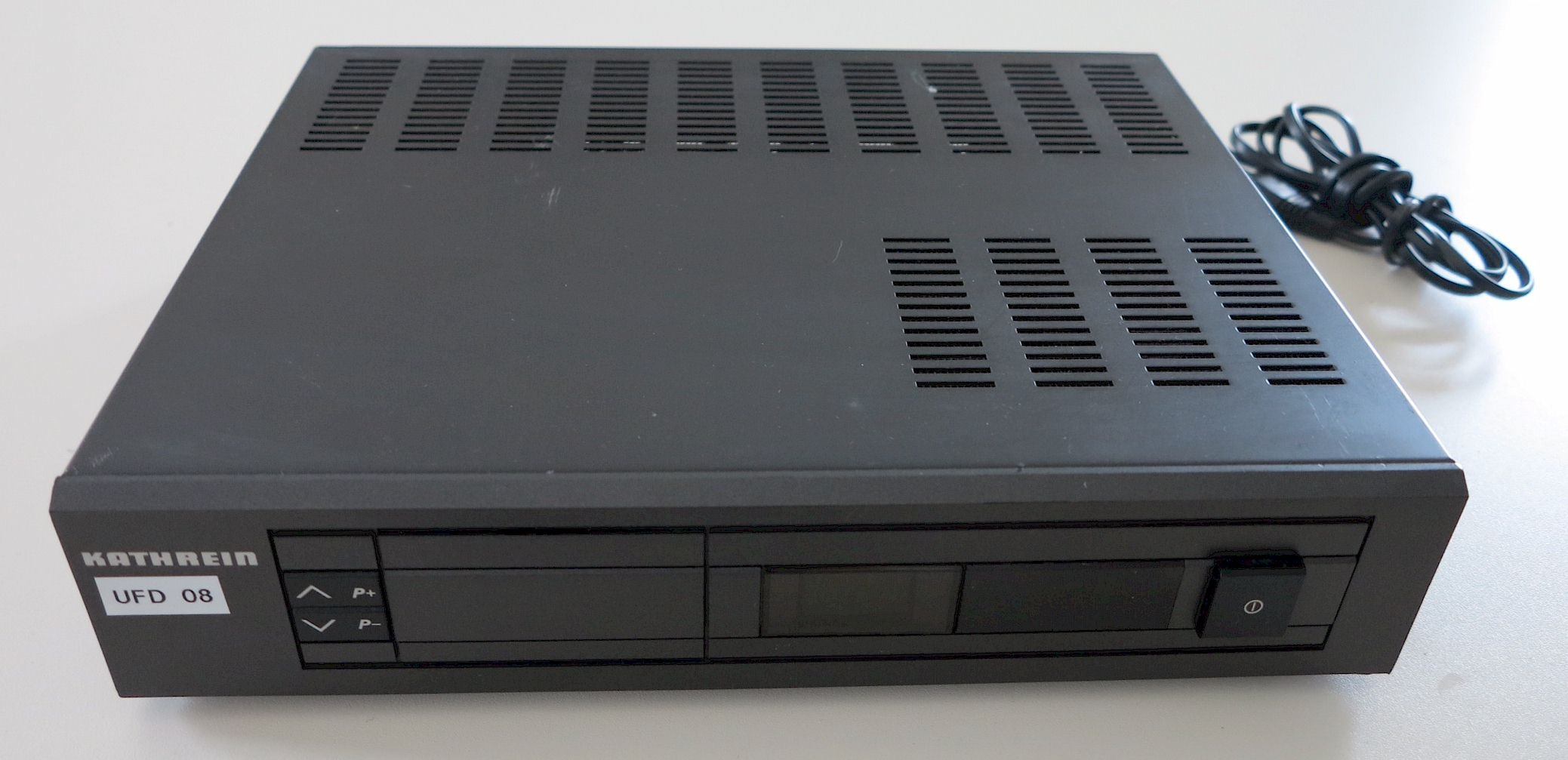
Satelliten-Receiver von Grundig, 1986, zum Direktempfang der Eutelsat-Nachrichtensatelliten in Europa

Eutelsat betreibt aktuell eine Flotte von 39 Satelliten im geostationären Orbit und übertrug zum Oktober 2014 mehr als 5.800 TV-Kanäle an über 200 Millionen Satelliten- und Kabelhaushalte in Europa, im Mittleren Osten und in Afrika. Die Satelliten der Gruppe stellen darüber hinaus fixe und mobile Telekommunikationsdienstleistungen, TV-Zuführdienste, Unternehmensnetze und Breitbanddienste für Internet Service Provider, das Transportwesen, maritime Anwendungen und aufstrebende Märkte bereit. Eutelsat Communications hat ihren Hauptsitz in Paris. Zusammen mit den Tochterunternehmen beschäftigt Eutelsat mehr als 780 Mitarbeiter in Vertrieb, Technik und Betrieb aus 30 Ländern.
In Deutschland besitzt das Unternehmen die in Köln ansässige Eutelsat Services und Beteiligungen GmbH, die wiederum eine Beteiligung an Hispasat (Madrid) sowie Sitcom (Rom) hält und die Geschäfte der Firma im deutschsprachigen Markt steuert. Mit KabelKiosk betreibt Eutelsat eine digitale Programm- und Dienste-Plattform für Kabelnetze in Europa.
Im September 2023 übernahm Eutelsat das Unternehmen OneWeb, das ein Satellitennetzwerk zur globalen Internetversorgung aufbaut und betreibt.
Eutelsat gab am 24. Februar 2025 den nach eigenen Angaben weltweit ersten erfolgreichen Test einer Mobilfunk-Verbindung mit dem 5G-Standard per Satellit bekannt.

## Empfang in Europa

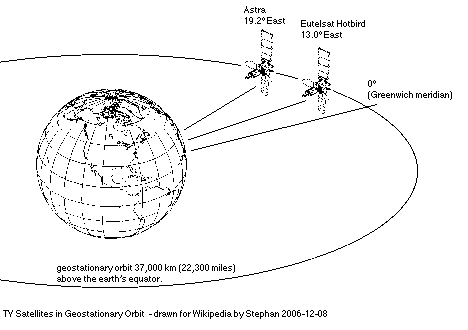
Astra und Eutelsat-Hot-Bird-Satelliten in geostationärem Orbit

Für den Direktempfang in Zentraleuropa ist vor allem die Hot-Bird-Position 13,0° Ost von Bedeutung. Hier werden Programme fast aller europäischen Nationen übertragen. Es ist möglich, mit schielenden LNBs und einer festmontierten Satellitenantenne sowohl Astra auf 19,2° Ost als auch Eutelsat Hot Bird auf 13° Ost zu empfangen.

## Frei empfangbare deutschsprachige Programme via Hot Bird
- Arte HD (deutsch/francais)
- SRF info HD (bei Sportübertragungen verschlüsselt)
- Sender Neu Jerusalem

Manche Sendungen:
- DW Europe (9 bis 12 Uhr mittags und abends im Winter, im Sommer 10 bis 13 Uhr)
- MTA International (Kennung: MTA INTL; die Kennung MTA International ist hingegen MTA3)

## Besondere Dienste
Einige der Satelliten sind mit besonderen von Eutelsat entwickelten Techniken ausgestattet, so zum Beispiel mit Skyplex, einem Multiplexverfahren für Satelliten.

## Kritik zur Verbreitung von russischer Propaganda in Russland
Bis heute arbeitet Eutelsat mit russischen TV-Plattformen wie NTV-Plus und Tricolor zusammen, die vor allem russisches Staatsfernsehen übertragen. Internationale Nachrichtensender, die die russische Bevölkerung z. B. über den Krieg in der Ukraine aufklären, werden nicht übertragen. Die Initiative „Comité Denis Diderot“ startete eine Petition veranlasst, um Druck auf den französischen Staat als größten Anteilseigner von Eutelsat und die Europäische Union, auszuüben. Sie forderte, die Kooperation von Eutelsat mit russischen Staatsmedien zu begrenzen und die Verbreitung von internationalen Nachrichtensendern in Russland, z. B. Euronews, Deutsche Welle, BBC Russia oder France24 zu fördern. Die Initiative schrieb, es sei „paradox und unverzeihlich“, dass europäische Satelliten dafür eingesetzt werden, um TV-Kanäle in Russland zu senden, die „ausschließlich die russische Staatspropaganda des Kremls“ verbreiten.
Die dänische Top-Managerin von Eutelsat, Eva Berneke, verteidigte Anfang Mai 2022 die Strategie in einem Podcast-Interview: „Es ist klar, dass wir dann einigen russischen Kunden auf Wiedersehen sagen müssten, die dann weiter zu russischen Satelliten oder anderen Medien wechseln würden.“ Der Mediensprecher der dänischen Sozialdemokraten, Kasper Sand Kjær, kommentierte diese Entscheidung mit: „Ich denke, dass jeder selbst entscheiden sollte, auf welche Seite man sich in dieser Sache stellen sollte. Ich glaube nicht, dass man in diesen Zeiten damit durchkommt, indem man sagt, dass man neutral sei.“
Mitte Dezember 2022 forderte Arcom (die französische Medienaufsicht) Eutelsat auf, die Verbreitung von Rossija 1, Perviy Kanal und NTV in Russland und der Ukraine einzustellen. Arcom hatte sich zunächst für „nicht zuständig“ erklärt; daraufhin hatte Reporter ohne Grenzen den Fall vor den Conseil d’Etat, die höchste juristische Instanz, gebracht.

## Liste der Satelliten
Stand: 19. Oktober 2023

### Aktive Satelliten
| Position  | Satellitenname        | Startdatum | Regionen                                                               | frühere Bezeichnungen                                    | Anmerkungen              |
| --------- | --------------------- | ---------- | ---------------------------------------------------------------------- | -------------------------------------------------------- | ------------------------ |
| 139° West | Eutelsat 139 West A   | 15.03.2004 | Europa, Mittlerer Osten, Afrika                                        | Eutelsat W3A, Eutelsat 7A                                |                          |
| 117° West | Eutelsat 117 West A   | 26.03.2013 | Amerika                                                                | Satmex 8                                                 |                          |
| 117° West | Eutelsat 117 West B   | 15.06.2016 | Südamerika                                                             | Satmex 9                                                 |                          |
| 115° West | Eutelsat 115 West B   | 02.03.2015 | Amerika                                                                | Satmex 7                                                 |                          |
| 113° West | Eutelsat 113 West A   | 27.05.2006 | Amerika                                                                | Satmex 6, Morelos 4, Solidaridad 1R                      |                          |
| 65° West  | Eutelsat 65 West A    | 09.03.2016 | Amerika                                                                |                                                          |                          |
| 13° West  | Eutelsat 12 West G    | 20.12.2008 | Europa, Nordafrika, Mittlerer Osten                                    | Hot Bird 9, Eutelsat Hot Bird 13C                        |                          |
| 8° West   | Eutelsat 8 West B     | 20.08.2015 | Europa, Nordafrika, Mittlerer Osten                                    | Nilesat 104B                                             |                          |
| 7° West   | Eutelsat 7 West A     | 24.09.2011 | Europa, Mittlerer Osten, Nordafrika                                    | Atlantic Bird 7, Nilesat 104                             |                          |
| 5° West   | Eutelsat 5 West B     | 09.10.2019 | Europa, Nordafrika                                                     |                                                          |                          |
| 3° Ost    | Eutelsat 3B           | 26.05.2014 | Europa, Afrika, Mittlerer Osten, Zentralasien, Brasilien               |                                                          |                          |
| 7° Ost    | Eutelsat 7B           | 14.05.2013 | Europa, Mittlerer Osten, Afrika                                        | Eutelsat W3D, Eutelsat 3D                                |                          |
| 7° Ost    | Eutelsat 7C           | 20.06.2019 | Europa, Mittlerer Osten, Afrika                                        |                                                          |                          |
| 7° Ost    | Eutelsat Konnect      | 16.01.2020 | Europa, Mittlerer Osten, Afrika                                        | African Broadband Satellite                              |                          |
| 7° Ost    | Eutelsat Konnect VHTS | 07.09.2022 | Europa, Mittlerer Osten, Afrika                                        |                                                          |                          |
| 9° Ost    | Eutelsat KA-SAT 9A    | 26.12.2010 | Europa, Mittlerer Osten, Nordafrika                                    | KA-SAT                                                   |                          |
| 9° Ost    | Eutelsat 9B           | 29.01.2016 | Europa, Mittlerer Osten, Nordafrika                                    | EDRS A                                                   |                          |
| 10° Ost   | Eutelsat 10A          | 03.04.2009 | Europa, Mittlerer Osten, Nordafrika                                    | Eutelsat W2A                                             |                          |
| 10° Ost   | Eutelsat 10B          | 23.11.2022 | Europa, Mittlerer Osten, Nordafrika                                    |                                                          |                          |
| 13° Ost   | Eutelsat Hot Bird 13E | 11.03.2006 | Europa, Mittlerer Osten, Nordafrika                                    | Eurobird 9A, Hot Bird 7A, Eutelsat 9A                    |                          |
| 13° Ost   | Eutelsat Hot Bird 13F | 13.10.2022 | Europa, Mittlerer Osten, Nordafrika                                    | Hotbird 13F                                              |                          |
| 13° Ost   | Eutelsat Hot Bird 13G | 03.11.2022 | Europa, Mittlerer Osten, Nordafrika                                    | Hotbird 13G                                              |                          |
| 16° Ost   | Eutelsat 16A          | 07.10.2011 | Europa, subsaharisches Afrika, Inseln des Indischen Ozeans             | Eutelsat W3C                                             |                          |
| 21,5° Ost | Eutelsat 21B          | 10.11.2012 | Europa, Mittlerer Osten, Nordafrika, Westafrika, Zentralasien          | Eutelsat W6A                                             |                          |
| 33° Ost   | Eutelsat 33E          | 11.02.2009 | Europa, Mittlerer Osten, Nordafrika, Zentralasien                      | Hot Bird 13D, Hot Bird 10, Atlantic Bird 4A, Eutelsat 3C |                          |
| 33° Ost   | Eutelsat 33F          | 04.08.2006 | Europa, Mittlerer Osten, Nordafrika                                    | Hot Bird 8, Eutelsat Hot Bird 13B                        |                          |
| 36° Ost   | Eutelsat 36B          | 24.11.2009 | Mittlerer Osten, Nordafrika                                            | Eutelsat W7                                              |                          |
| 36° Ost   | Eutelsat 36C          | 24.12.2015 | Mittlerer Osten, Nordafrika                                            | Express AMU1                                             | gemietete Kapazitäten    |
| 36° Ost   | Eutelsat 36D          | 30.03.2024 | Mittlerer Osten, Nordafrika                                            |                                                          |                          |
| 48° Ost   | Eutelsat 48D          | 20.12.2008 | Afghanistan, Zentralasien                                              | Afghansat 1, Eutelsat W2M, Eutelsat 48B, Eutelsat 28B    | an Afghanistan vermietet |
| 48° Ost   | Eutelsat Quantum      | 30.07.2021 | Europa, Mittlerer Osten, Nordafrika                                    |                                                          |                          |
| 53° Ost   | Eutelsat 53A          | 21.10.2014 | Mittlerer Osten, Nordafrika                                            | Express AM6                                              | gemietete Kapazitäten    |
| 56° Ost   | Express AT1           | 15.03.2014 | Europa, Asien-Pazifik                                                  |                                                          | gemietete Kapazitäten    |
| 70° Ost   | Eutelsat 70B          | 03.12.2012 | Europa, Mittlerer Osten, Afrika, Zentralasien, Südostasien, Australien | Eutelsat W5A                                             |                          |
| 140° Ost  | Express AT2           | 15.03.2014 | Europa, Asien-Pazifik                                                  |                                                          | gemietete Kapazitäten    |
| 172° Ost  | Eutelsat 172B         | 01.06.2017 | Asien-Pazifik                                                          |                                                          |                          |
| 174° Ost  | Eutelsat 174A         | 29.12.2005 | Asien-Pazifik                                                          | AMC-23, GE-23, Eutelsat 172A                             |                          |

### Inaktive Satelliten
| Alte Position | Satellitenname      | Startdatum | aktiv bis | Regionen                                                               | frühere Bezeichnung                                      | Bemerkung             |
| ------------- | ------------------- | ---------- | --------- | ---------------------------------------------------------------------- | -------------------------------------------------------- | --------------------- |
| 168° West     | Eutelsat II F-4     | 09.07.1992 | 2003      | Europa                                                                 |                                                          |                       |
| 164° West     | Eutelsat 16B        | 27.02.1998 | 2015      | Europa, Afrika, Mittlerer Osten                                        | Hot Bird 4, Atlantic Bird 4, Eurobird 16                 |                       |
| 140° West     | Eutelsat W3B        | 28.10.2010 | 2010      | Europa, Afrika                                                         |                                                          |                       |
| 138° West     | Eutelsat II F-3     | 07.12.1991 | 2004      | Europa                                                                 |                                                          |                       |
| 134° West     | Eutelsat I F-5      | 21.07.1988 | 2000      | Europa                                                                 | ECS-5                                                    |                       |
| 133° West     | Eutelsat 133 West A | 08.03.2001 | 2022      | Europa                                                                 | Eurobird 1, Eutelsat 28A, Eutelsat 33C                   |                       |
| 115° West     | Eutelsat 115 West A | 06.12.1998 | 2016      | Amerika                                                                | Satmex 5                                                 |                       |
| 82° West      | Eutelsat I F-2      | 04.08.1984 | 1993      | Europa                                                                 | ECS-2                                                    |                       |
| 30° West      | Eutelsat I F-4      | 04.08.1984 | 2002      | Europa                                                                 | ECS-4                                                    |                       |
| 12,5° West    | Eutelsat 12 West B  | 25.09.2001 | 2020      | Europa, Amerika                                                        | Atlantic Bird 2, Eutelsat 8 West A                       |                       |
| 8° West       | Eutelsat 8 West D   | 31.05.2007 | 2019      | Europa, Nordafrika, Mittlerer Osten                                    | Eutelsat 3A, ChinaSat 5C, Sinosat 3                      |                       |
| 5° West       | Eutelsat 5 West A   | 05.07.2002 | 2023      | Europa, Afrika, Amerika                                                | Atlantic Bird 3, Stellat 5                               |                       |
| 14° Ost       | Eutelsat 16C        | 17.04.2000 | 2018      | Europa, Amerika                                                        | SESAT 1                                                  |                       |
| 18° Ost       | Eutelsat I F-1      | 16.06.1983 | 1996      | Europa, Mittlerer Osten, Nordafrika                                    | ECS-1                                                    |                       |
| 29° Ost       | Eutelsat W75        | 02.09.1997 | 2011      | Europa, Mittlerer Osten, Nordafrika, Westasien, Russland               | ABS-1B, Eurobird 4, Eurobird 10, Hot Bird 3              |                       |
| 30° Ost       | Eutelsat 31A        | 27.09.2003 | 2018      | Europa                                                                 | e-Bird, Eurobird 3, Eutelsat 33A                         |                       |
| 31° Ost       | Eutelsat II F-2     | 15.01.1991 | 1993      | Europa                                                                 |                                                          |                       |
| 33° Ost       | Eutelsat 33B        | 20.11.2002 | 2015      | Europa, Mittlerer Osten, Afrika, Zentralasien, Südostasien, Australien | Eutelsat W5, Eutelsat 70A, Eutelsat 25C                  |                       |
| 48° Ost       | Eutelsat 48A        | 21.11.1996 | 2017      | Mitteleuropa, Mittlerer Osten, Zentralasien                            | Eutelsat W48, Hot Bird 2, Eurobird 9                     |                       |
| 48° Ost       | Eutelsat 48C        | 12.04.1999 | 2014      | Europa, Afrika, Mittlerer Osten                                        | Eutelsat W3, Eutelsat W6, Eutelsat 21A                   |                       |
| 59° Ost       | Eutelsat 59A        | 28.08.2002 | 2018      | Amerika, Europa                                                        | Atlantic Bird 1, Eutelsat 12 West A, Eutelsat 36 West A  |                       |
| 59° Ost       | Eutelsat 4B         | 09.10.1998 | 2014      | Europa, Mittlerer Osten, Nordafrika, Russland                          | Hot Bird 5, Eurobird 2, Arabsat-2D, BADR-2, Eutelsat 25A |                       |
| 70° Ost       | Eutelsat 70C        | 24.05.2000 | 2016      | Europa, Mittlerer Osten, Nordafrika, Russland                          | Eutelsat W4, Eutelsat 36A                                |                       |
| 76° Ost       | Eutelsat W2         | 05.10.1998 | 2010      | Europa, Mittlerer Osten, Afrika, Zentralasien, Südostasien, Australien |                                                          |                       |
| 80° Ost       | Eutelsat 70D        | 21.08.2002 | 2016      | Europa, Mittlerer Osten, Afrika, Zentralasien, Südostasien, Australien | Hot Bird 6, Eutelsat Hot Bird 13A, Eutelsat 8 West C     |                       |
| 86° Ost       | Eutelsat 4A         | 06.09.2000 | 2012      | Europa, Mittlerer Osten, Nordafrika, Russland                          | Eutelsat W1, Eurobird 4A                                 |                       |
| 99° Ost       | Eutelsat II F-1     | 15.01.1991 | 2003      | Europa, Mittlerer Osten, Nordafrika                                    |                                                          |                       |
| 167° Ost      | SESAT-2             | 28.12.2003 | 2019      | Osteuropa, Asien, naher Osten                                          | Express AM22                                             | gemietete Kapazitäten |

### Geplante Satelliten
Stand: 6. Dezember 2022
| Position (geplant) | Satellitenname | Startdatum     | Regionen    | Bemerkung                    |
| ------------------ | -------------- | -------------- | ----------- | ---------------------------- |
| unklar             | Flexsat        | 2026 (geplant) | noch unklar | Satellitenbus: Space-Inspire |